# Maité Allamand
Jeanne Dominique Marie Therese Allamand Madaunemás conocida como María Teresa "Maité" Allamand Madaune (Santiago, 29 de octubre de 1911- Santiago, 3 de enero de 1996) fue una escritora chilena.
Destacó por ser una de las precursoras de la literatura infantil chilena. Asimismo fue directora del Pen Club, y perteneció a la Organización Internacional para el Libro Juvenil. Obtuvo diversos galardones destacando el "Premio Municipal de Santiago" en la categoría cuento, en 1961.

## Vida
Nacida en el seno de una familia francesa radicada en Chile, fueron sus padres Jean François Allamand Etchepare y Berthe Madaune, siendo hermana del ingeniero y político Miguel Allamand. Maité Allamand vivió durante su infancia en el campo, a orillas del río Maule, debido a un traslado laboral de su padre. Este ambiente rural influyó más tarde en su obra.
En 1920 se matriculó en el Colegio Sagrado Corazón de Talca, donde aprendió a hablar y leer español. Una vez terminado su período de educación, trabajó en la legación de Bélgica, gracias a su dominio del idioma francés. Es así como se desempeñó en dicho trabajo desde 1932 hasta 1940, año en que contrajo matrimonio con el médico e investigador Luis Hervé Lelievre, con quien tuvo cinco hijos: Luis, Francisco, Marcelo, Christiane y Miguel.

## Obras
Cronología de principales obras
- 1933 - «Cosas de campo»
- 1936 - «Parvas viejas»
- 1944 - «Renovales»
- 1950 - «Alamito el Largo»
- 1960 - «El funeral del diablo»
- 1966 - «Huellas en la ciudad»
- 1969 - «El sueño y la lumbre»
- 1974 - «La niña de las trenzas de lana»
- 1991 - «Cerrín que quería crecer»
- 1993 - «El buzón colorado»